# مون جو-وون
مون جو-وون (هانغل: 문주원) هو لاعب كرة قدم كوري جنوبي في مركز الوسط، ولد في 8 مايو 1983 في كوريا الجنوبية. لعب مع ساغان توسو.

## وصلات خارجية
- مون جو-وون على موقع رابطة كرة القدم اليابانية للمحترفين (اليابانية)
- مون جو-وون على موقع دوري كوريا الجنوبية (الإنجليزية)
- مون جو-وون على موقع قاعدة بيانات كرة القدم.إي يو (الإنجليزية)
- مون جو-وون على موقع Soccerway.com (الإنجليزية)